# Bánk (Debrecen)
Bánk Debrecen egyik különálló városrésze, a város központjától mintegy 7 kilométerre délkeletre, a Létavértesre vezető 4814-es út mellett.

## Története
Az Árpád-korban keletkezett falu eleinte nemesi birtok volt. 1570 után fokozatosan elnéptelenedett. Debrecen 1674-ben vette zálogba, már pusztaként. 1854-ben a debreceni kommunitás tulajdonába került. 1935-ben akáccal vegyes tölgyerdeje a szántókkal, rétekkel és legelőkkel 3600 holdat tett ki. Régi vízfolyásai a Sikéres, Szárcsás voltak. Ma Debrecen kedvelt kiránduló- és pihenőhelye. Középkori templomának alapfalait feltárták. Itt létesült a Bemutatóház és Arborétum, az Erdőspuszta egyik legérdekesebb része. A táj növény- és állatvilágának bemutatása mellett a történelmi múlt és a tanyai élet emlékei láthatók itt.

## Látványosságai
A bánki Tájház és Arborétum bemutatóháza azt mutatja be, hogyan éltek régen az erdős pusztán. Láthatóak a múlt mezőgazdasági eszközei, az erdők-mezők-vízpartok állatvilága és a növények világa is.
A Tájháztól nem messze található egy templomrom. A faluban található a Debrecen-Bánki Missziói egyházközség református temploma.